# David Murcia Guzmán
David Eduardo Murcia Guzmán (né à Ubaté, Cundinamarca, le 29 juillet 1980), surnommé « le roi Midas » ou « le Madoff des pauvres », est un homme d'affaires colombien controversé. Il a été l'actionnaire principal de DMG Grupo Holding S.A., que les autorités colombiennes ont accusé de "captation massive et illégale d'argent" et démantelé. David Murcia Guzmán a été arrêté le 19 novembre 2008 et incarcéré dans la prison de La Picota d'où il a été extradé le 5 janvier 2010 à New York pour être jugé pour blanchiment d'argent de la drogue.

## Biographie
David Eduardo Murcia Guzmán est né à Ubaté le 29 juillet 1980 dans une famille pauvre. Celle-ci l'amène à 10 ans à Cúcuta, d'où il part à 14 ans pour Bogota, afin de passer le baccalauréat, le seul diplôme qu'il ait obtenu. À Bogota, il travaille successivement dans une usine de quatre-quarts, puis pour la télévision en tant que cameraman avant de devenir directeur de casting. En 2001, il travaille à Santa Marta où il produit des vidéos touristiques. En 2003, il déménage à Huila, où il fonde la Solidarité rouge DMG : il vend des billets de tombola et gère des allocations médicales pour les personnes à faible niveau de revenu. À la fin de l'année 2003, il arrive à La Hormiga (dans le département du Putumayo) où il participe aux œuvres sociales de la paroisse et continue à vendre des billets de tombola.
À partir de 2004, il gère à Bogota un stock de produits naturels de 1 million de pesos (l'équivalent de 500 dollars) et fait parvenir à La Hornigo des appareils électroménagers, soi-disant achetés grâce aux acomptes versés par ses clients. Il étend alors son activité aux villages voisins et fonde en 2005 à Bogota l'entreprise  "Grupo DMG S.A." avec un capital de 100 millions de pesos (l'équivalent de 50 000 dollars). L'ouverture de ses propres magasins lui permet de disposer d'un important flux d'argent liquide.
David Murcia apparaît peu à peu comme un véritable potentat local. Il parvient à faire  l'acquisition d'une chaîne de télévision privée via Transval, son entreprise de transport de fonds, dirigée par son beau-frère. Il mène un train de vie très élevé : au faîte de sa fortune, il aurait été le propriétaire de douze voitures de luxe, de trois yachts et de deux avions privés.
Le 19 novembre 2008, David Murcia est arrêté dans une ferme de Capira, au Panama.